# 巴尔的摩警察局
巴尔的摩警察局 （英語：Baltimore Police Department，简称BPD）于1853年3月16日由马里兰州立法机关宣布组建，负责美国马里兰州巴尔的摩市的警力部署。警察局下辖10个区，其中9个根据按照地理位置划分，另有一个公屋区（Public Housing Section），辖区陆地面积为203平方千米，水上面积为20平方千米。

## 历史
1784年，当时还是镇的巴尔的摩建立后近60年，当地出现了负责推行城镇法律并监禁违法者的治安官队伍，这是当地创立警局的首次尝试。1845年，根据州立法机关决议，“为巴尔的摩市提供更好的生命和财产保障”，巴尔的摩警察局成立。1861年美国内战期间，警察局被联邦政府接管，并由美国军方运作，直到次年再次交还立法机关。
根据2003年美国司法部一份于2000年所做的抽样调查结果显示，巴尔的摩警察局是美国第八大市立警察部门，共有3,034名警官。而2000年美国人口普查显示，巴尔的摩人口为651,154，在美国各大城市中排名第17位。
第一位因公殉职的巴尔的摩警察局警官是警佐威廉姆·乔丹（William Jourdan），他在1857年10月14日举行的巴尔的摩市议会首次选举时被不明枪手射击致死。根据2006年的统计，共有118名警官因公殉职，在同时其是马里兰州最多的。

### 警局中的非裔美国人
由于历史原因，爱尔兰裔美国人占据着警局大多数，直到1937年，巴尔的摩警察局才有了首位非裔美国人警官薇奥莱特·希尔·怀提（Violet Hill Whyte）。1938年，警局雇佣了首批男性非洲裔警官，他们是小沃尔特·T·尤班克斯（Walter T. Eubanks Jr.）、哈利·S·斯科特（Harry S. Scott）、米尔顿·加顿勒（Milton Gardner）和小J·海瑞姆·巴特勒，四人都被委派便衣工作。1943年，黑人警官终于被允许穿著警察制服，截至1950年，警局已有50名黑人警官。1962年枪击致死的巡警小亨利·史密斯是首位因公殉职的黑人警官，他当时打断了巴尔的摩市东区米尔顿大道的一场赌博。
警察部门在1966年之前都没有完全融合。1966年以前，非洲裔警官被禁止使用巡逻车，只能徒步巡逻。他们没有警衔，也被禁止巡逻白人社区，而且常常被指派到缉毒或者卧底便衣任务。此外，他们还常常受到白人同事以及他们巡逻的黑人社区居民的种族攻击。
在美国黑人民权运动时，警局和这个大量黑人聚居的城市之间出现了信任危机。因警方的粗暴行为导致的种族暴乱遍及全美国，而由于数名白人警官的不当行为使得巴尔的摩被认为是暴力的源头。当时警方还受到国际警长联合会（International Association of Chiefs of Police，简称IACP）的调查。根据该联合会的报告，巴尔的摩是当时美国最腐败及守旧的警局，与巴尔的摩市的非裔美国人社区完全没有互信关系。该报告中要求巴尔的摩警察局作出改变，而改变几乎同时进行，新警长唐纳德·帕默劳（Donald Pomerleau）走马上任。帕默劳是前海军出身，他参与了调查报告的撰写，并承诺将革新警局，改善与巴尔的摩黑人社区的关系。
帕默劳上任后，警局采取改革措施以改善同日益壮大的黑人社区的关系，在部门内部结束了种族隔离。越来越多的非裔美国人加入警局。在马丁·奥马里（Martin O'Malley）担任市长期间，警局的黑人警官比例一度达到43%。尽管警局在改善与占巴尔的摩大多数的黑人社区关系方面取得进展，但在毒品等问题上依然存在冲突。

### 合并
20世纪60年代，巴尔的摩市公园警察被吸收进巴尔的摩警察局。2005年，巴尔的摩市警察部门房屋管理局解散，交由巴尔的摩警察局管理。目前巴尔的摩校园警察部门正考虑合并进巴尔的摩警察局。

## 雇员
巴尔的摩警察局有接近4000名公务员和宣誓人员。其中包括调度员、犯罪鉴识科技术人员、教士以及未持枪的协警人员。

## 装备

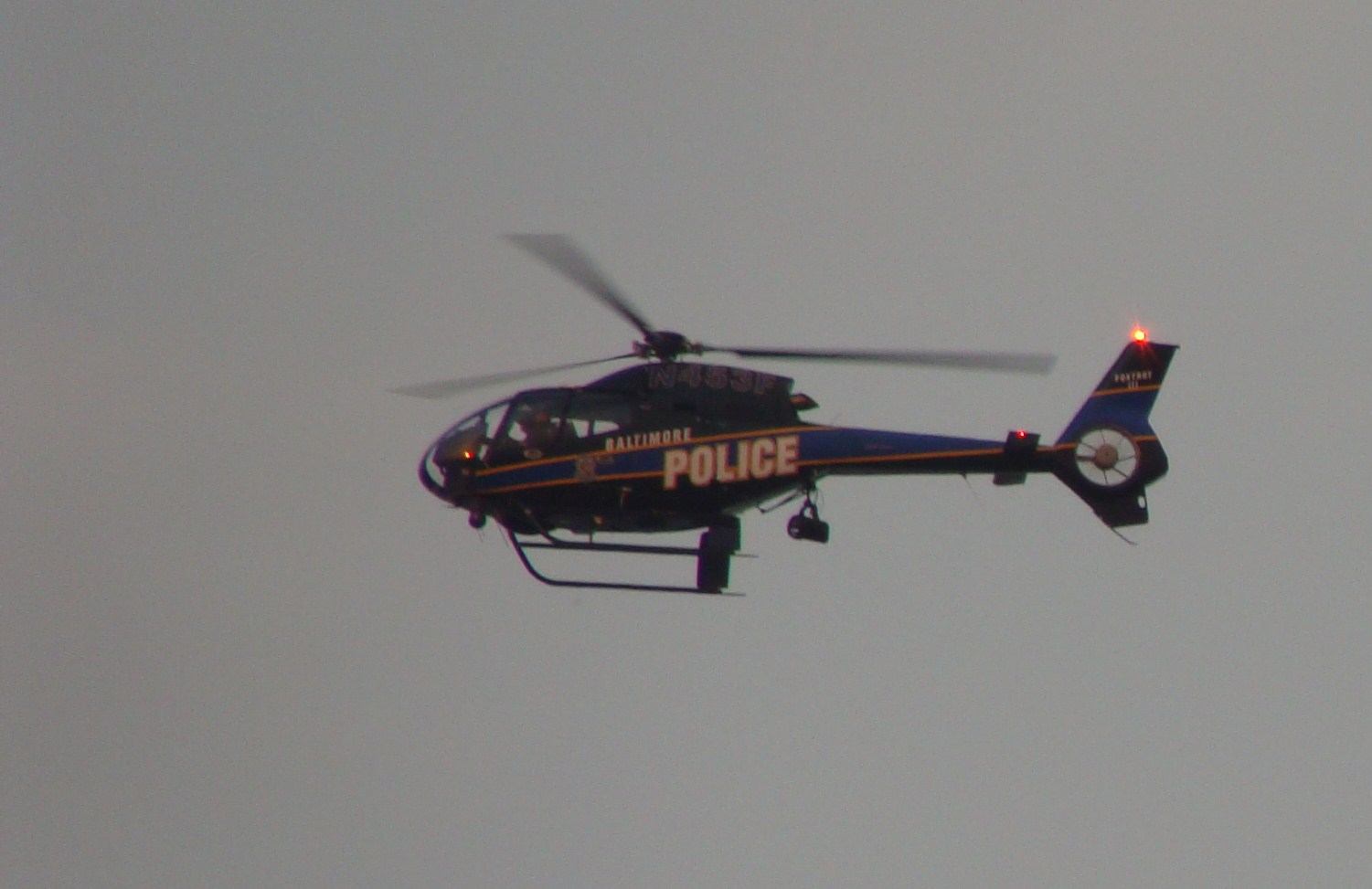
巴尔的摩警察局所用直升机

### 交通工具

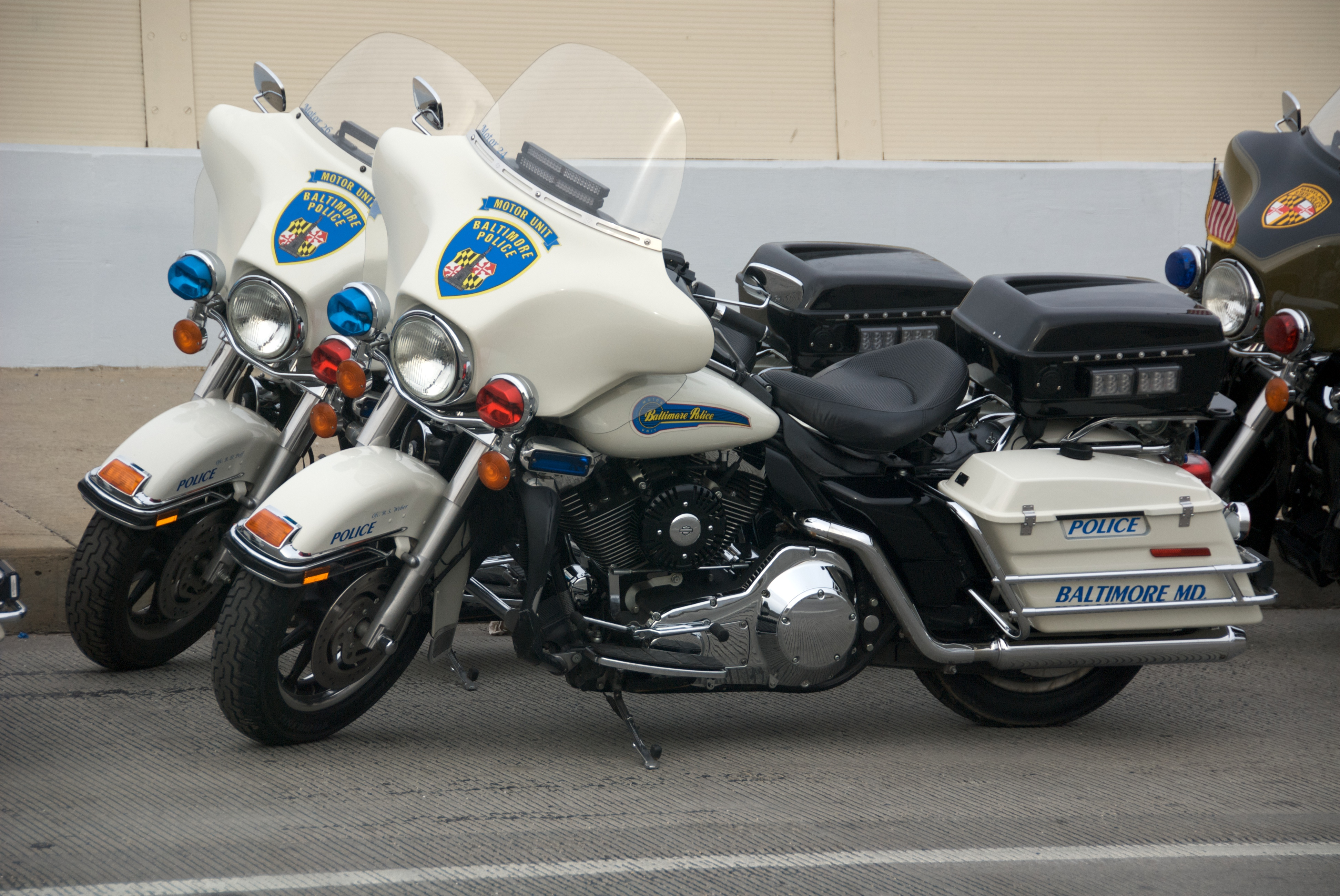
巴尔的摩警察局警用摩托车

巴尔的摩警察局警用车主要有两种：福特Crown Victoria Police Interceptor和雪佛莱Impala。还有一些旧款的雪佛莱Caprice仍在服役。警用摩托车使用的是哈雷摩托车。所有车辆都是白底，上有蓝色和银色条纹。警徽的图案印在两侧前门上。部分高层和特勤组使用无标示的道奇Chargers以及混合版Kias。

### 武器
基本装备是.40口径格洛克22手枪。警员还配备有Monadnock可伸缩式警棍，电击装置（Taser X26）以及胡椒催泪枪（OC pepper spray）。警方同时配置有雷明登870霰弹枪，此外还有减小杀伤力版本的870。在紧急情况下，警员还可以使用G36突击步枪，此枪发射5.56×45毫米北约制式步枪弹。

## 警衔
巴尔的摩警察局的警衔如下：
| 头衔                                     | 徽章 | 制服颜色         | 徽章颜色 |
| ---------------------------------------- | ---- | ---------------- | -------- |
| 局长（Police commissioner）              |      | 白色             | 金色     |
| 副局长（Deputy Police Commissioner）     |      | 白色             | 金色     |
| 警长（Chief）                            |      | 白色             | 金色     |
| 高级警监（Colonel）                      |      | 白色             | 金色     |
| 高级警督（Lieutenant Colonel）           |      | 白色             | 金色     |
| 区警长（Major）                          |      | 白色             | 金色     |
| 警监（Captain）                          |      | 白色             | 金色     |
| 警督（Lieutenant）                       |      | 白色             | 金色     |
| 警司（Sergeant）                         |      | 深蓝色           | 银色     |
| 警员（Police Officer）/警探（Detective） | 无   | 深蓝色           | 银色     |
| 见习警员（Police Trainee）               | 无   | 深蓝色佩带卡其裤 | 无       |